# Technologieschok
Een technologieschok verwijst naar een schok of verrassing die men ervaart door een snelle verandering in de technologie die een grote impact heeft op de samenleving, economie of persoonlijke levens. Het kan ook slaan op de uitdagingen die voortkomen uit de adoptie van nieuwe technologieën, zoals het verlies van banen door automatisering of de noodzaak om nieuwe vaardigheden te leren. Een positieve aanbodschok is meestal de oorzaak voor de verandering in de technologie (een technologieschok).